# Teatro romano (Bologna)
Il Teatro Romano di Bologna era il primo teatro romano in muratura, costruito a Bologna nel I secolo a.C. di cui oggi restano alcune rovine.

## Storia
La costruzione risale a circa l'80 a.C e fa parte di un insieme di opere pubbliche che vennero eseguite in occasione del passaggio da colonia romana al rango di municipium, passaggio che consentì agli abitanti di Bononia di ottenere la cittadinanza romana.
L'emiciclo aveva un raggio di circa 75m, con una apertura verso Nord, seguendo le prescrizioni di Vitruvio. È il primo teatro romano in muratura, fino a quell'epoca i teatri erano costruiti con strutture lignee. A Roma il primo teatro in muratura (theatrum marmoreum) venne costruito alcuni anni più tardi, attorno al 65 a.C. da Gneo Pompeo Magno nel Campo Marzio.
Un primo rinnovamento venne eseguito in epoca Augustea, con la costruzione di alcune colonne (corrispondenti all'attuale Piazza De' Celestini). Ma i lavori più grandi vennero eseguiti durante il regno di Nerone, che inviò numerosi finanziamenti alla città per favorire la ricostruzione dopo un incendio che avvenne nel 53 d. C.
Venne ampliata la cavea ad un diametro di 93m e venne costruito un nuovo prospetto esterno, costituito da arcate duplici alte circa 11m. È risalente a questo periodo la statua di Nerone trovata durante gli scavi ed esposta al Museo Civico di Bologna. La testa della statua venne staccata, in seguito alla morte dell'imperatore (Damnatio memoriae) e venne ritrovata già nel XVI secolo.
Il teatro, trovandosi sotto edifici privati ancora in uso, è chiuso al pubblico e generalmente non accessibile.

## Scavi archeologici
Il teatro venne scoperto per caso quando nel 1977 iniziarono i lavori di ristrutturazione in un edificio privato, in via de'Carbonesi, destinato ad un uso commerciale e residenziale. Durante l'esecuzione dei lavori emersero i resti del teatro, di cui si supponeva l'esistenza senza aver certezze, sulla base di alcune tracce storiche e scarsi indizi.
I primi rinvenimenti risalgono al 1978, quando le opere di scavo per la bonifica dei sotterranei e l'abbassamento dei vecchi scantinati portarono a ritrovare un pezzo di strada romana acciottolata e una pavimentazione di laterizi, non riconducibili all'edificio teatrale. I lavori proseguirono e la rimozione degli intonaci svelò alcuni tratti di strutture murarie di origine antiche e di una estensione tale da richiedere l'intervento di archeologi. Gli scavi proseguirono dal 1982 al 1984 (ulteriori verifiche vennero compiute nel 1989). L'esplorazione era molto difficoltosa in quanto si doveva operare su un cantiere sotterraneo di circa 1500mq, interrotto dai muri di stretti cantinati e attraversato da fogne e condutture idriche.
I ruderi si presentavano distrutti fino al livello delle fondazioni e in pessimo stato di conservazione. I rilievi planimetrici permisero di individuare i resti di un sistema di murature di sostegno a raggiera, chiaramente riferibile ad un emiciclo destinato ad accogliere gli spettatori (cavea) in un complesso teatrale romano. I rilievi permisero anche di definire l'area in cui il complesso si trovava, allargandola ad un intero isolato compreso tra le via de' Carbonesi, d'Azeglio e Val d'Aposa.
La fortunata apertura di altri cantieri in zona permise di allargare gli scavi, ritrovando resti della costruzione anche nelle cantine di altri edifici.